# Концепції походження життя на Землі
Ця стаття описує уяви, що існували в різних культурах, щодо виникнення життя на землі. Про відомі науці дані щодо цього процесу див. Виникнення життя на Землі та Абіогенез.

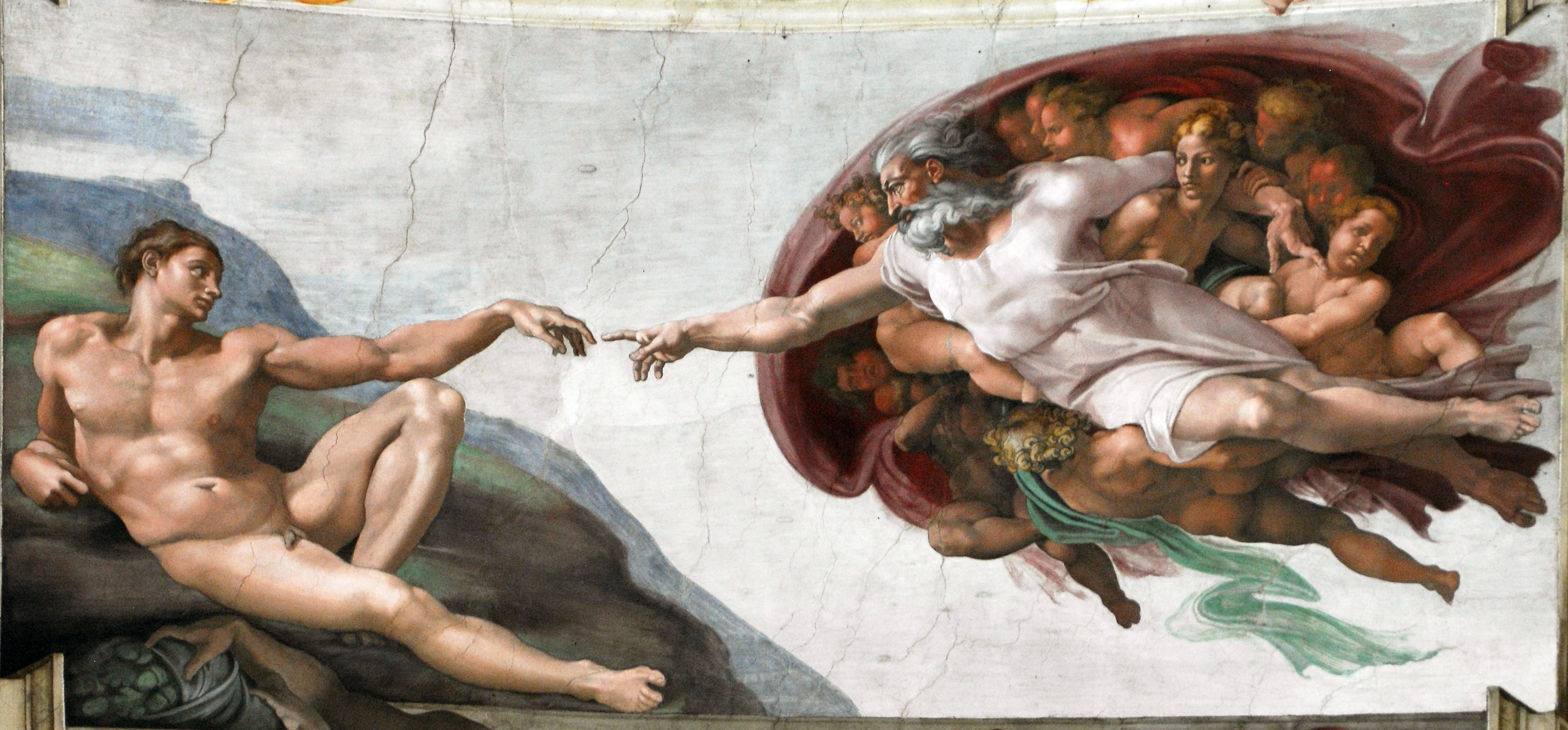
Створення Адама, Мікеланджело Буонарроті. 1508—1512, Сикстинська капела

Уявлення про виникнення життя на Землі, та і в усьому Всесвіті, різноманітні і далеко не достовірні. Всі описані тут уявлення не слід розуміти як теорії в науковому сенсі, в більшості випадків вони не витримують наукової критики і можуть розглядатися тільки з точки зору культур, що їх породили. Слово «теорія», присутнє у назвах деяких з цих уявлень, не слід розуміти в його науковому сенсі, тут воно означає «ідея», «концепція» або «міт».

## Основні міти і теорії
Згідно з теорією стаціонарного стану, Всесвіт існував вічно. Згідно з іншими мітами Всесвіт був створений Творцем. З суто філософського погляду, наука не може спростувати тезу про божественне створення Всесвіту, тому що саме поняття «доказу» може трактуватися дуже відмінно від прийнятого у сучасній науці.
Серед безлічі ненаукових уявлень про виникнення життя на Землі основні такі:
1. життя було створене надприродною істотою в певний час (креаціонізм)
2. життя виникало неодноразово з неживої речовини (самозародження)
3. життя існувало завжди (теорія стаціонарного стану)
4. життя занесене на нашу планету ззовні (панспермія)

Багато з цих уявлень для пояснення існуючої різноманітності видів використовують одні і ті ж дані, проте наголошують на різних їхніх аспектах. Наукові теорії можуть бути фантастичними з одного боку, і скептичними — з іншого. Теологічні міркування також можуть знайти собі місце в цих рамках залежно від релігійних поглядів їхніх авторів. Одним з головних пунктів розбіжностей, навіть ще в додарвінівські часи, було питання відносин наукових і теологічних поглядів на походження життя.

## Креаціонізм
Креаціонізм вважає, що життя виникло внаслідок акту творіння, здійсненого вищою силою. Однак уяви про час цього акту творіння, а також про можливість і характер біологічної еволюції для різних напрямків креаціонізму є суттєво відмінними. Одні напрямки визнають біологічну еволюцію, інші вважають її можливою тільки у вузьких межах або повністю заперечують; одні визнають дані сучасної науки про вік Землі, небесних тіл і живих істот, інші наполягають на буквальному тлумаченні біблійної хронології або дотримуються компромісних поглядів.

### Креаціонізм «молодої Землі»
«Буквалістські» напрямки християнського креаціонізму наполягають, що опис акту творіння світу, Землі і життя у біблійній Книзі Буття треба розуміти буквально, і світ дійсно було створено протягом шести днів. Момент створення світу також вираховується через буквальне тлумачення священних текстів (наприклад, у 1650 англіканський архієпископ Джеймс Ашер підрахував, що Бог створив світ у жовтні 4004 р. до Р. Х.). Популярна також цифра 6 тисяч років, яка виводиться зі слів Апостола Петра (2 Пет 3:8) «Нехай же одне це не буде заховане від вас, улюблені, що в Господа один день немов тисяча років, а тисяча років немов один день!». Інші методики підрахунків дають дещо інші цифри, але загалом проміжок часу від створення світу до сьогодення, описаний Біблією, не виходить за межі десяти тисяч років. Такі погляди називають креаціонізмом «молодої Землі».
Креаціонізм «молодої Землі» заперечує біологічну макроеволюцію або визнає її тільки у вузьких межах: наприклад, деякі близько споріднені види можуть розвинутися від спільних предків, однак предки віддаленіших видів були створені окремо, і загальне різноманіття живих форм на Землі закладено на етапах творіння та «Ноєвого ковчегу». Людину також було створено окремо від усіх інших живих істот. Дані сучасної науки щодо датування геологічних структур і викопних біологічних об'єктів, знайдених на Землі, заперечуються. Викопні рештки вимерлих біологічних видів, сліди динозаврів тощо можуть інтерпретуватися як залишки від тварин, знищених кілька тисяч років тому Всесвітнім Потопом. Отож під час історичного періоду від створення світу до Потопу динозаври та інші вимерлі тварини мали співіснувати з людством.
Для критики наукових свідчень про вік Землі часто використовуються аргументи про деякі процеси, що відбуваються на Землі і в космосі (зокрема, накопичення гелію в атмосфері Землі, зменшення рівня магнітного поля Землі, накопичення пилу на Місяці, накопичення металів у океані, ерозія материків припливами і відпливами тощо). Оскільки екстраполяція нинішньої швидкості цих процесів на мільйони чи мільярди років у минуле дає абсурдні результати, це, на думку креаціоністів, свідчить на користь моделі «молодої Землі». (З погляду наукових критиків креаціонізму, такі аргументи є некоректними, оскільки не враховують дію всіх чинників і екстраполюють у минуле процеси, які є нерівномірними — зокрема, не враховується можливість витоку гелію з атмосфери, нерівномірність і навіть немонотонність зміни магнітного поля Землі у часі та ін.).

### Креаціонізм «старої Землі»
Інші напрямки креаціонізму (так званий креаціонізм «старої Землі») вважають, що Книгу Буття можна трактувати у метафоричному сенсі — наприклад, кожен «день» Божого творіння може відповідати мільйонам чи мільярдам людських років (цілим геологічним чи біологічним «добам»), і тоді Земля виявляється «старою», як і з точки зору сучасної геології.
Один з напрямків креаціонізму «старої Землі» тлумачить Книгу Буття таким чином, що між моментом, коли «На початку Бог створив Небо та землю» (Буття 1:1) і коли «земля була пуста та порожня, і темрява була над безоднею» (Буття 1:2) існував значний проміжок часу. За цей період Земля зазнала спустошення і занепаду, і потім була переформована актом творіння. Таким чином теж можна пояснити дані сучасної геології, за якими вік Землі становить не кілька тисяч, а кілька мільярдів років, але сучасні види живих істот вважаються «молодими».
Іще один напрямок креаціонізму «старої Землі» вважає, що виникнення нових видів рослин і тварин у ході земної історії не було природним процесом, а щоразу спричинялося втручанням божественної сили (так званий «прогресивний креаціонізм»). Прихильники ідеї «теїстичної еволюції» (або «еволюційного креаціонізму») визнають природну біологічну макроеволюцію, розглядаючи її як інструмент, за допомогою якого Бог здійснює свій задум і творить нові види живих істот.
Захисники креаціонізму «молодої Землі» критикують креаціонізм «старої Землі» за надто вільне тлумачення Біблії, яке може спричинити богословські проблеми: зокрема, якщо б вік викопних решток живих істот справді становив мільйони років, як це припускають «прогресивні креаціоністи», то це б значило, що смерть та страждання існували раніше за біблійне Гріхопадіння; на думку «молодоземельних» креаціоністів, це суперечить основам християнського вчення.

### Неокреаціонізм
Існують також спроби відокремити креаціонізм від конкретної релігійної доктрини і тлумачення канонічних текстів, перетворивши його на «наукову теорію», яка могла б вивчатися у школах як альтернатива еволюційній теорії (так званий «неокреаціонізм», відоміший у вигляді теорії «Розумного задуму»). Апелюючи до «неспрощуваної складності» систем, якими є живі істоти, прихильники цієї концепції прагнуть довести, що виникнення і розвиток життя неможливо пояснити без втручання понадприродної сили, яка здійснювала певний «Розумний задум».

## Теорія спонтанного зародження
Див. також Самозародження.
Ця теорія була поширена в Стародавньому Китаї, Вавилоні та Єгипті як альтернатива креаціонізму, з яким вона співіснувала. Арістотель (384—322 до н. е.), якого часто називають засновником біології, дотримувався теорії спонтанного зародження. На основі власних спостережень він розвивав цю теорію далі, пов'язуючи всі організми в безперервний ряд — «сходи природи» (scala naturae).
Цим твердженням Аристотель підтримав більш раннє висловлювання Емпедокла про органічну еволюцію. Згідно з гіпотезою Арістотеля про спонтанне зародження, певні «частки» речовини містять деякий «активний зародок», який при відповідних умовах може утворити живий організм. Арістотель мав рацію, вважаючи, що цей зародок міститься в заплідненому яйці, але помилково вважав, що він є в сонячному світлі, твані і гнилому м'ясі. З поширенням християнства теорія самозародження була не в пошані; її визнавали ті, хто вірив в чаклунство тощо. Але ця ідея продовжувала існувати десь на задньому плані протягом ще багатьох віків.
Ван Гельмонт (1577-1644), вельми знаменитий і вдалий вчений, описав експеримент, в якому він нібито створив за два тижні мишей. Для цього потрібні були брудна сорочка, темна шафа і жменя пшениці. Активним зародком він вважав людський піт.
У 1688 р. італійський біолог і лікар Франческо Реді, що жив у Флоренції, підійшов до проблеми виникнення життя більш суворо і піддав сумніву теорію спонтанного зародження. Реді встановив, що білі черв'ячки, що з'являються на гниючому м'ясі — личинки мух. Провівши ряд експериментів, він отримав дані, які підтверджували думку про те, що життя може виникнути тільки з попереднього життя (концепція біогенезу).
Ці експерименти, однак, не призвели до відмови від ідеї самозародження, і хоч вона дещо відійшла на задній план, все ж продовжувала залишатися головною теорією в неклерикальному середовищі.
У той час як експерименти Реді, здавалося б, спростували теорію спонтанного зародження, перші мікроскопічні дослідження Антоні ван Левенгука посилили цю теорію стосовно мікроорганізмів. Сам Левенгук не вступав в суперечки між прихильниками біогенезу і спонтанного зародження, однак його спостереження під мікроскопом залишали спадок обом теоріям і, зрештою, спонукали інших вчених поставити експерименти для розв'язування питання про виникнення життя шляхом спонтанного зародження.
У 1765 р. Ладзаро Спалланцані провів наступний досвід: піддавши м'ясні і овочеві відвари тривалому кипінню, він відразу ж їх запечатав, а потім зняв з вогню. Досліджуючи рідину через декілька днів, Спаланцані не виявив ніяких ознак життя. З цього він зробив висновок, що висока температура вбила всі форми живих істот, і без них ніщо живе вже не могло виникнути.

Композиція Зародження (життя). Опішня. Музей гончарства. 2016 р.

У 1860 р. проблемою походження життя зайнявся Луї Пастер. До того часу він встиг вже багато чого досягти в мікробіології, зумів вирішити проблеми, що загрожували шовкопрядству і виноробству. Він показав також, що бактерії існують всюди і що неживі матеріали легко можуть бути заражені ними, якщо їх належно не простерилізувати.
Внаслідок ряду експериментів, в основі яких лежали методи Спаланцані, Пастер довів справедливість теорії біогенезу і остаточно спростував теорію самозародження.
Однак підтвердження теорії біогенезу породило нову проблему. Якщо для виникнення живого організму необхідний інший живий організм, то звідки ж узявся найперший живий організм? Чи було це первинним самозародженням?

## Теорія стаціонарного стану
Згідно з цією теорією, Земля ніколи не виникала, а існувала вічно, вона завжди здатна підтримувати життя, а якщо і змінювалася, то дуже мало. Види також існували завжди.
Оцінки віку Землі сильно варіювали — від приблизно 6000 років за розрахунками архієпископа Ашера до 5 млрд років за сучасними оцінками, заснованими на обліку швидкостей радіоактивного розпаду. Більш довершені методи датування дають дедалі вищі оцінки віку Землі, що дозволяє прихильникам теорії стаціонарного стану вважати, що Земля існувала вічно. За цією теорією види також ніколи не виникали, вони існували завжди і у кожного виду є лише дві альтернативи — або зміна чисельності, або вимирання.
Прихильники цієї теорії не визнають, що наявність або відсутність певних викопних залишків може вказувати на час появи або вимирання того або іншого виду, і приводять як приклад представника хордових риб — латимерію. Прихильники теорії стаціонарного стану стверджують, що тільки вивчаючи види, які існують зараз, і порівнюючи їх з викопними залишками, можна робити висновок про вимирання, так і в цьому випадку певно, що він виявиться невірним. Використовуючи палеонтологічні дані для підтвердження теорії стаціонарного стану, її нечисленні прихильники інтерпретують появу викопних залишків в екологічному аспекті (збільшення чисельності, міграції в місця сприятливі для збереження залишків тощо). Велика частина доказів на користь цієї теорії пов'язана з такими незрозумілими аспектами еволюції, як значення розривів в палеонтологічному літописі, і вона найбільш детально розроблена саме в цьому напрямку.

## Теорія панспермії

Панспермія

Ця теорія не пропонує ніякого механізму для пояснення первинного виникнення життя, а висуває ідею про її неземне походження. Тому її не можна вважати теорією виникнення життя як такою; вона просто переносить проблему в якесь інше місце Всесвіту.
Теорія панспермії стверджує, що життя могло виникнути один або декілька разів в різний час в різних частинах Галактики або Всесвіту. Для обґрунтування цієї теорії використовуються багаторазові появи НЛО, наскельні зображення предметів, схожих на ракети і «космонавтів», а також повідомлення про нібито зустрічі з інопланетянами. Радянські і американські дослідження в космосі дозволяють вважати, що імовірність виявлення життя в межах Сонячної системи нікчемна, однак вони не подають ніяких відомостей про можливе життя поза цією системою. При вивченні матеріалів метеоритів і комет в них були виявлено різноманітні «попередники живого» — такі речовини, як ціаногени, синильна кислота і органічні сполуки, що можливо зіграли роль «насіння», що падало на голу Землю. З'явився ряд повідомлень про знаходження в метеоритах об'єктів, що нагадують примітивні форми життя, однак докази на користь їхньої біологічної природи поки не здаються вченим переконливими. Також деякі прихильники теорії панспермії вважають, що життя занесене інопланетянами заради експерименту. І що зараз іноземні істоти спостерігають за життям і розвитком людства.